# 1942: 언노운 배틀
《1942: 언노운 배틀》(영어: Rzhev)는 2019년 12월에 개봉한 러시아의 전쟁 영화이다. 이고르 카피로브가 감독을 맡았다. 러시아는 2019년 12월 5일에 대한민국은 2020년 7월 29일에 개봉되었다.

## 출연진
- 세르게이 자코브 - 중대 사령관 역
- 이반 바타레프 - 카트세프 역
- 알렉산드르 버카로프 - 시소에프 역
- 표토르 로가체프 - 블라슈크 역
- 이고르 그라부조프 - 주르킨 역

## 수입사
- 조이앤시네마